# Luke Steyn
Luke Henri Steyn (* 7. Juni 1993 in Harare) ist ein simbabwischer Skirennläufer. Er tritt in sämtlichen verschiedenen Bewerben an und war bei den Olympischen Winterspielen 2014 in Sotschi der erste Teilnehmer Simbabwes an Olympischen Winterspielen.

## Leben und Karriere
Steyn wurde im Jahre 1993 in der simbabwischen Hauptstadt Harare geboren und verbrachte dort seine ersten beiden Lebensjahre. Im Alter von zwei Jahren zog er mit seiner Familie nach Zug in die Schweiz, wo er erste Erfahrungen im Skisport sammeln konnte und ab dem Alter von neun Jahren in ebendiesem trainiert wurde. Seine ersten offiziellen FIS-Rennen absolvierte er im Jahre 2008; seine ersten beiden gelisteten Rennen sind dabei zwei Juniorenrennen im Slalom im norwegischen Wintersportort Geilo am 22. November 2008. Nur drei Tage später absolvierte er sein erstes FIS-Rennen im Erwachsenenbereich; im Super-G von Hemsedal belegte er lediglich den 149. Platz. Nach anfänglichen Schwierigkeiten, er schied des Öfteren aus oder konnte sich gar nicht für den Schlusslauf qualifizieren, folgten schon bald Plätze in den Top 30 bis 40. Seine bisweilen beste Platzierung erreichte er mit einem fünften Rang in einem nationalen Jugendrennen im italienischen Champoluc am 4. Januar 2011. Im Laufe dieses Jahres, vor allem im April, schaffte er gleich mehrere Top-30-Platzierungen. Die nächsten größeren Erfolge konnte Steyn im Dezember 2013 bei verschiedenen Rennen im US-amerikanischen Skigebiet Mammoth Mountain in Kalifornien. Dabei erreichte er in sechs verschiedenen Rennen, die er in einem Zeitraum von neun Tagen absolvierte, fünf Plätze unter den Top 12.
Seinen einzigen Start bei einem Weltcuprennen absolvierte er am 24. Januar 2012 beim Slalom von Schladming, wobei er die Qualifikation für den zweiten Durchgang verpasste.
Neben seiner Karriere als Skirennläufer begann der gebürtige Simbabwer ein Studium der Betriebswirtschaft an der UC of Boulder, einer staatlichen Universität in Boulder, Colorado. Dort schloss er sich dem USCSA Skiteam an und repräsentierte das Team fortan in zahlreichen Rennen. Noch als Student wurde er Sommer 2013 als erster Teilnehmer Simbabwes bei Olympischen Winterspielen ausgewählt, nachdem er sich erfolgreich für das Großturnier qualifiziert hatte. Um noch seine zum damaligen Zeitpunkt restlichen fehlenden Qualifikationspunkte zu erreichen, wurde er von seiner Universität für ein Jahr freigestellt, um ihn bei seiner Qualifikation zu den Olympischen Spielen zu unterstützen. Das Internationale Olympische Komitee verlieh dem jungen Simbabwer im Jahre 2013 einen Olympisches Stipendium, das eine Gültigkeit von Juli 2013 bis Februar 2014 hatte, und den Athleten neben dem Finanziellen auch technisch unterstützen und fördern sollte, um so die geforderten Qualifikationspunkte zu erzielen und eine Teilnahme bei den Olympischen Winterspielen zu gewährleisten.
Seine Auftritte bei den Olympischen Spielen waren am 19. Februar der Riesenslalom (57. Platz) sowie am 22. Februar der Slalom-Bewerb. Beim Einmarsch während der Eröffnungszeremonie war Steyn als einziger Teilnehmer seines Landes auch gleichzeitig der Fahnenträger Simbabwes.
Seine letzten internationalen Rennen bestritt Steyn im März 2014 beim Far East Cup in Shigakogen, seitdem ist er international nicht mehr in Erscheinung getreten.

## Erfolge

### Olympische Winterspiele
- Sotschi 2014: 57. Riesenslalom, DNF Slalom

### Far East Cup
- Eine Platzierung unter den besten 30

### South American Cup
- Eine Platzierung unter den besten 30

### Weitere Erfolge
- 3 Platzierungen unter den besten 10 bei FIS-Rennen